# Zastrupitev z nevarnimi odpadki v Slonokoščeni obali (2006)
Zaradi strupenih odpadkov je na slonokoščeni obali udarila zdravstvena kriza. Ladja po imenu Probo Koala, ki je bila registrirana v Panami je pripeljala nevarne odpadke v pristanišče Abidjan. Nevarne odpadke so odložili na 12 različnih lokacijah v okolici mesta Abidjan v avgustu leta 2006. 
Združeni narodi in vlada slonokoščene obale so za smrt 17 in poškodbe 30.000 prebivalcev krivile plin, ki je nastal zaradi strupenih odpadkov. Nekatere poškodbe so bile lažje (glavoboli), nekatere pa hujše (ožgana koža in poškodovana dihala). Okoli 100.000 prebivalcev je poiskalo medicinsko pomoč. 
Podjetje Trifuga je trdilo, da je bila snov posledica odpadne vode iz Probo Koale. Raziskava na Nizozemskem leta 2006 je pokazala, da je bila snov več kot 500 ton mešanice goriva kavstične sode in vodikovega sulfida, za katerega Trafiga ni hotelo plačati 1000€ za kubični meter odvoza v Amsterdamskem pristanišču. Ladjo so v večjih državah zavrnili predenj je tovor odložila v pristanišču Abidjan.

## Posledice

### Smrti in bolezni
V naslednjih tednih je BBC objavil smrt 17 državljanov in 23 hospitaliziranih, 40.000 ljudi pa je poiskalo zdravstveno pomoč ( zaradi glavobolov, krvavitev iz nosu in bolečin v trebuhu).
Število se je sčasoma povečalo. Leta 2008 je Slonokoščena vlada objavila 17 smrtnih žrtev, 30.000 jih je prejelo medicinsko pomoč zaradi transporta nevarnih odpadkov. V tem času je bolehalo 100.000 ljudi. 

### Odstop vlade
Po devetih mesecih je tamkajšnja vlada odstopila. Razlog odstopa je bil pritisk iz vlade in lokalnih oblasti v povezavi s transportom nevarnih odpadkov. Vlada se je zavezala, da bo krila vse stroške zdravljenja zaradi nastale katastrofe. 